# Walter Hendl
Walter Hendl (West New York, 12 gennaio 1917 – Contea di Erie, Harborcreek Township, 10 aprile 2007) è stato un direttore d'orchestra, compositore e pianista statunitense.

## Biografia
Hendl nacque a West New York, New Jersey e in seguito continuò a studiare con Fritz Reiner al Curtis Institute of Music di Filadelfia. Dal 1939 al 1941 insegnò al Sarah Lawrence College di New York City. Nel 1941 e nel 1942 fu pianista e direttore d'orchestra al Berkshire Music Center sotto la direzione di Serge Koussevitzky. Nel 1945 divenne direttore associato della New York Philharmonic. Nel 1949 fu nominato direttore musicale della Dallas Symphony Orchestra e mantenne questa carica fino al 1958. Nel 1953 Hendl divenne il direttore musicale della Chautauqua Symphony Orchestra. Rimase con la Chautauqua fino a quando le cattive condizioni di salute non richiesero le sue dimissioni nel 1972. Fu anche attivo nella Symphony of the Air e condusse una tournée nel 1955 nell'Asia orientale.
Nel 1958 Reiner nominò Hendl direttore associato della Chicago Symphony Orchestra e prestò servizio in questo incarico fino al 1964. Allo stesso tempo, fu il primo direttore artistico del Ravinia Festival e vi prestò servizio dal 1959 al 1963. Lasciò la Chicago Symphony Orchestra nel 1964. Dal 1964 al 1972 Hendl è stato direttore della Eastman School of Music di Rochester, New York, ed è stato anche consulente musicale della Rochester Philharmonic Orchestra e suo direttore part time.
Nel 1976 Hendl fu nominato direttore musicale dell'Erie Philharmonic di Erie, in Pennsylvania. Nel 1990 divenne professore di direzione al Mercyhurst College di Erie. Protagonista della musica contemporanea, diresse le anteprime della Sinfonia n. 3 di Peter Mennin con la New York Philharmonic Orchestra nel 1947, il Concerto n. 3 di Bohuslav Martinů con Rudolf Firkušný e la Orchestra sinfonica di Dallas nel 1949, Concerto per violoncello di Villa-Lobos n. 2 con Aldo Parisot e la New York Philharmonic Orchestra nel 1954 e la prima americana del Requiem di Kabalevsky con gli studenti della Eastman School nel 1965. Ha composto musica incidentale per varie produzioni teatrali e realizzato numerose trascrizioni orchestrali.
È stato nominato patrono nazionale di Delta Omicron, una confraternita di musica professionale internazionale il 1º dicembre 1960.
Hendl morì a Harborcreek Township, in Pennsylvania, dopo aver sofferto di malattie cardiache e polmonari.

## Registrazioni
Le sue registrazioni più vendute per la RCA Victor includono concerti per violino con Jascha Heifetz, Henryk Szeryng e Erick Friedman e il concerto per pianoforte con Van Cliburn  e Gary Graffman.